# Willie Runs the Park
Willie Runs the Park  (conosciuto anche con il titolo Willie Runs the Pack) è un cortometraggio muto del 1915 prodotto e diretto da Hal Roach ed interpretato da Harold Lloyd.

## Produzione
Il film fu prodotto da Hal Roach per la Rolin Films.

## Distribuzione
Distribuito dalla Warner Features Company, il film - un cortometraggio in una bobina - uscì nelle sale cinematografiche USA il 2 gennaio 1915.
Il film è considerato presumibilmente perduto.